# Campionati del mondo di atletica leggera indoor 1995 - 60 metri piani maschili
I 60 metri piani si sono tenuti il 10 marzo 1995 presso lo stadio Palau Sant Jordi di Barcellona.

## La gara
Il tempo più veloce nelle batterie è di Darren Braithwaite (6"54), eguagliando il suo primato personale. L'italiano Stefano Tilli a 32 anni vince la sua batteria, ma si ferma in semifinale al quarto posto, pur eguagliando il giovanile record personale vecchio di dodici anni, risalente al 1983 (6"62, terzo tempo italiano di sempre dopo Pierfrancesco Pavoni in 6"55 e Antonio Ullo con 6"59), registrato durante la prefinale ai Campionati europei di Budapest. Assenti dalla manifestazione gli americani Michael Marsh e Tim Harden, il russo Aleksandr Parchomovsky, così come lo sprinter nigeriano Olapade Adeniken che nei primi mesi dell'anno avevano corso sotto i 6"60.
 
Intanto, in semifinale Bruny Surin vince con 6"51: è il secondo miglior tempo mondiale della stagione, superando il russo Andrey Grigoryev e il canadese Donovan Bailey (6”52). Nella seconda serie il canadese Robert Esmie si avvicina al proprio primato personale (6"55), seguito da un giovanissimo statunitense Maurice Greene al primo exploit internazionale e accreditato del tempo di 6"60. L'altra serie è nuovamente appannaggio dell'inglese Darren Braithwaite (6"57), seguito dal velocista kazaco Vitalij Savin (6"60). Resta fuori dalla finale l'altro inglese Michael Rosswess.

La finale è prevista nella medesima giornata.

Ai blocchi di partenza parte meglio di tutti Braithwaite con il miglior tempo di reazione, ma Surin e il ventenne Greene dalla prima corsia lo riprendono prepotentemente dopo i primi 20 metri, Surin sorpassa tutti a 40 m e taglia per primo il traguardo stabilendo il nuovo record dei Campionati (6"46) con 5 centesimi di vantaggio sull'inglese. Per il bronzo è una lotta strettissima tra Esmie e Greene. Ma prevale l'esperienza di Esmie che riesce a giungere terzo con la testa tutta in avanti ed eguagliando il suo record personale (6"55). Greene lima di un centesimo il suo primato (6"59).
Quindi, a seguire, il primo europeo è il tedesco Marc Blume che eguaglia il suo miglior risultato (6"59) realizzato nel 1994.

## Risultati

### Batterie
Qualificazione: i primi due di ogni batteria (Q) e i 10 seguenti migliori tempi (q) vanno alle Semifinali.

#### Batteria 1
| Posizione | Corsia | Nome               | Nazionalità        | Tempo | Note   |
| --------- | ------ | ------------------ | ------------------ | ----- | ------ |
| 1         | -      | Stefano Tilli      | Italia             | 6"64  | Q      |
| 2         | -      | Ibrahim Meité      | Costa d'Avorio     | 6"66  | Q      |
| 3         | -      | Abdolsadeh Gorgani | Iran               | 6"73  | q      |
| 4         | -      | Yuriy Mizera       | Russia             | 6"78  | q      |
| 5         | -      | Carlos Villaseñor  | Messico            | 6"93  |        |
| 6         | -      | Damien Marsh       | Australia          | 6"94  |        |
| 7         | -      | Mahama Mabene      | Guinea Equatoriale | dns   | R162.7 |
| 8         | -      | Felix Andam        | Ghana              | dns   |        |

#### Batteria 2
| Posizione | Corsia | Nome             | Nazionalità | Tempo | Note                          |
| --------- | ------ | ---------------- | ----------- | ----- | ----------------------------- |
| 1         | -      | Bruny Surin      | Canada      | 6"59  | Q                             |
| 2         | -      | Yoshitaka Ito    | Giappone    | 6"68  | Q                             |
| 3         | -      | Vince Henderson  | Stati Uniti | 6"71  | q                             |
| 4         | -      | Lars Hedner      | Svezia      | 6"72  | q                             |
| 4         | -      | Issa-Aimé Nthépé | Camerun     | 6"78  | Miglior prestazione personale |
| 5         | -      | Frank Perri      | Paesi Bassi | 6"82  |                               |
| 6         | -      | Khalid Juma      | Bahrein     | 6"97  | Record nazionale              |

#### Batteria 3
| Posizione | Corsia | Nome               | Nazionalità        | Tempo | Note             |
| --------- | ------ | ------------------ | ------------------ | ----- | ---------------- |
| 1         | -      | Darren Braithwaite | Regno Unito        | 6"54  | Q                |
| 2         | -      | Gus Nketia         | Nuova Zelanda      | 6"59  | Q                |
| 3         | -      | Yiannis Zisimides  | Cipro              | 6"67  | q                |
| 4         | -      | Miguel Janssen     | Aruba              | 6"75  | q                |
| 5         | -      | Peter Pulu         | Papua Nuova Guinea | 6"79  | Record nazionale |
| 6         | -      | Franck Amégnigan   | Togo               | 6"79  |                  |
| 7         | -      | Sanusi Turay       | Sierra Leone       | 6"82  |                  |
| 8         | -      | Geoffrey Walusimbi | Uganda             | dns   | R162.7           |

#### Batteria 4
| Posizione | Corsia | Nome                 | Nazionalità          | Tempo | Note             |
| --------- | ------ | -------------------- | -------------------- | ----- | ---------------- |
| 1         | -      | Alexandros Genovelis | Grecia               | 6"64  | Q                |
| 2         | -      | Vitalij Savin        | Kazakistan           | 6"74  | Q                |
| 3         | -      | Kennet Kjensli       | Norvegia             | 6"82  |                  |
| 4         | -      | Holger Blume         | Germania             | 6"86  |                  |
| 5         | -      | Nicolas Alloke       | Costa d'Avorio       | 6"86  |                  |
| 6         | -      | Marco Belizaire      | Panama               | 6"95  |                  |
| 7         | -      | Branislav Jajčanin   | Bosnia ed Erzegovina | 7"12  | Record nazionale |
| 8         | -      | Michael Green        | Giamaica             | dns   |                  |

#### Batteria 5
| Posizione | Corsia | Nome             | Nazionalità  | Tempo | Note |
| --------- | ------ | ---------------- | ------------ | ----- | ---- |
| 1         | -      | Robert Esmie     | Canada       | 6"60  | Q    |
| 2         | -      | Marc Blume       | Germania     | 6"66  | Q    |
| 3         | -      | Fernando Ramirez | Norvegia     | 6"73  | q    |
| 4         | -      | Needy Guims      | Francia      | 6"77  | q    |
| 5         | -      | Vitaly Medvedev  | Kazakistan   | 6"86  |      |
| 6         | -      | Haroun Korjie    | Sierra Leone | 6"87  |      |
| 7         | -      | Philippe Bejjani | Libano       | 7"26  |      |
| 8         | -      | Cecil Koehling   | Honduras     | 7"59  |      |

#### Batteria 6
| Posizione | Corsia | Nome              | Nazionalità        | Tempo | Note |
| --------- | ------ | ----------------- | ------------------ | ----- | ---- |
| 1         | -      | Patrik Strenius   | Svezia             | 6"64  | Q    |
| 2         | -      | Daniel Cojocaru   | Romania            | 6"66  | Q    |
| 3         | -      | Andrey Grigoryev  | Russia             | 6"71  | q    |
| 4         | -      | Luis Cunha        | Portogallo         | 6"78  |      |
| 5         | -      | Valentin Ngbogo   | Rep. Centrafricana | 6"91  |      |
| 6         | -      | Abbas Salmanov    | Azerbaigian        | 7"06  |      |
| 7         | -      | Guillermo Saucedo | Bolivia            | 7"27  |      |

#### Batteria 7
| Posizione | Corsia | Nome              | Nazionalità        | Tempo | Note |
| --------- | ------ | ----------------- | ------------------ | ----- | ---- |
| 1         | -      | Sebastien Carrat  | Francia            | 6"63  | Q    |
| 2         | -      | Michael Rosswess  | Regno Unito        | 6"68  | Q    |
| 3         | -      | Maurice Greene    | Stati Uniti        | 6"69  | q    |
| 4         | -      | Robinson Urrutia  | Colombia           | 6"89  |      |
| 5         | -      | Robert Chircop    | Malta              | 7"07  |      |
| 6         | -      | Biliaminou Alao   | Benin              | 7"17  |      |
| 7         | -      | Robert Tupuhoe    | Polinesia francese | 7"28  |      |
| 8         | -      | Hassane Illiassou | Niger              | 7"49  |      |

### Semifinali
Qualificazione: i primi due di ogni semifinale (Q) e i 2 seguenti migliori tempi (q) vanno alla Finale.

#### Semifinale 1
| Posizione | Corsia | Nome             | Nazionalità   | Tempo | Note                          |
| --------- | ------ | ---------------- | ------------- | ----- | ----------------------------- |
| 1         | -      | Bruny Surin      | Stati Uniti   | 6"51  | Q                             |
| 2         | -      | Gus Nketia       | Nuova Zelanda | 6"60  | Q                             |
| 3         | -      | Michael Rosswess | Regno Unito   | 6"62  |                               |
| 4         | -      | Stefano Tilli    | Italia        | 6"62  | Miglior prestazione personale |
| 5         | -      | Vince Henderson  | Stati Uniti   | 6"63  |                               |
| 6         | -      | Andrey Grigoryev | Russia        | 6"68  |                               |
| 7         | -      | Daniel Cojocaru  | Romania       | 6"78  |                               |
| 8         | -      | Fernando Ramirez | Norvegia      | 6"79  |                               |

#### Semifinale 2
| Posizione | Corsia | Nome              | Nazionalità | Tempo | Note |
| --------- | ------ | ----------------- | ----------- | ----- | ---- |
| 1         | -      | Robert Esmie      | Canada      | 6"58  | Q    |
| 2         | -      | Maurice Greene    | Stati Uniti | 6"62  | Q    |
| 3         | -      | Marc Blume        | Germania    | 6"62  | q    |
| 4         | -      | Ibrahim Meité     | Irlanda     | 6"63  |      |
| 5         | -      | Sebastien Carrat  | Francia     | 6"69  |      |
| 6         | -      | Lars Hedner       | Svezia      | 6"70  |      |
| 7         | -      | Yiannis Zisimides | Cipro       | 6"71  |      |
| 8         | -      | Miguel Janssen    | Aruba       | 6"83  |      |

#### Semifinale 3
| Posizione | Corsia | Nome                 | Nazionalità | Tempo | Note             |
| --------- | ------ | -------------------- | ----------- | ----- | ---------------- |
| 1         | -      | Darren Braithwaite   | Regno Unito | 6"57  | Q                |
| 2         | -      | Vitalij Savin        | Kazakistan  | 6"60  | Q                |
| 3         | -      | Patrik Strenius      | Svezia      | 6"61  | q                |
| 4         | -      | Alexandros Genovelis | Grecia      | 6"68  |                  |
| 5         | -      | Yoshitaka Ito        | Giappone    | 6"69  |                  |
| 6         | -      | Abdolsadeh Gorgani   | Iran        | 6"73  | Record nazionale |
| 7         | -      | Needy Guims          | Francia     | 6"78  |                  |
| 8         | -      | Yuriy Mizera         | Russia      | 6"89  |                  |

### Finale
| Record mondiale       | Andre Cason      | 6"41 | Madrid  | 11 febbraio 1992 |
| Record dei Campionati | Frank Fredericks | 6"50 | Toronto | 12 marzo 1993    |
| Capolista stagionale  | Linford Christie | 6"47 | Liévin  | 19 febbraio 1995 |

Venerdì 10 marzo 1995, ore 20:00.
| Pos.    | Corsia | Atleta             | Età | Nazione       | Tempo | Note                                                             |
| ------- | ------ | ------------------ | --- | ------------- | ----- | ---------------------------------------------------------------- |
| Oro     | 4      | Bruny Surin        | 27  | Canada        | 6"46  | Record dei campionati · Miglior prestazione personale stagionale |
| Argento | 5      | Darren Braithwaite | 26  | Regno Unito   | 6"51  | Miglior prestazione personale                                    |
| Bronzo  | 6      | Robert Esmie       | 22  | Canada        | 6"55  | Miglior prestazione personale                                    |
| 4       | 1      | Maurice Greene     | 20  | Stati Uniti   | 6"59  | Miglior prestazione personale                                    |
| 5       | 7      | Marc Blume         | 21  | Germania      | 6"59  | Miglior prestazione personale                                    |
| 6       | 3      | Gus Nketia         | 24  | Nuova Zelanda | 6"63  |                                                                  |
| 7       | 8      | Patrik Strenius    | 23  | Svezia        | 6"64  |                                                                  |
| 8       | 2      | Vitalij Savin      | 29  | Kazakistan    | 6"65  |                                                                  |